# Multifurca roxburghiae
Multifurca roxburghiae är en svampart som beskrevs av Buyck & V. Hofstetter 2008. Multifurca roxburghiae ingår i släktet Multifurca och familjen kremlor och riskor.   Inga underarter finns listade i Catalogue of Life.